# Made of Scars
«Made of Scars» — четвёртый сингл группы Stone Sour из второго студийного альбома Come What(ever) May. Музыкальное видео представляет собой выступление группы 7 апреля 2007 года на Electric Factory в Филадельфии во время Jägermeister Music Tour. Песня заняла 12 место в US Billboard Hot Mainstream Rock Tracks.

## Список композиций
| №  | Название               | Длительность |
| -- | ---------------------- | ------------ |
| 1. | «Made of Scars» (Edit) | 3:09         |
| 2. | «Made of Scars»        | 3:23         |

## Живое исполнение
Песня была впервые представлена публике 2 июня 2006 года во время выступления на фестивале Rock Am Ring и с тех пор исполняется на каждом концерте группы.

## Позиция в чартах
| Chart (2007)                         | Peak position |
| ------------------------------------ | ------------- |
| Billboard Hot Mainstream Rock Tracks | 12            |